# 布布尼 (羅馬尼夫區)
50°14′54″N 27°46′43″E / 50.24833°N 27.77861°E
布布尼（烏克蘭語：Бубни），是烏克蘭北部的村莊，隸屬日托米爾州的日托米爾區。該村始建於1870年，面積9.8平方公里，海拔高度220米，2001年該村落人口21。